# Мухатцкаро
Мухатцкаро (груз. მუხათწყარო) — село в Грузии, на территории Мцхетского муниципалитета края (мхаре) Мцхета-Мтианети.

## География
Село находится в центральной части Грузии, к западу от озера Лиси, на расстоянии приблизительно 10 километров (по прямой) к юго-юго-западу от города Мцхета, административного центра края и муниципалитета. Абсолютная высота — 1020 метров над уровнем моря.

## Население
По результатам официальной переписи населения 2014 года в Мухатцкаро проживало 97 человек (44 мужчины и 53 женщины). В национальной структуре населения грузины составляли 69,8 %, азербайджанцы — 29,2 %.
| Год  | Население, человек |
| ---- | ------------------ |
| 2002 | 3                  |
| 2014 | ↗ 97               |